# Маловодівська сільська рада
Малово́дівська сільська́ ра́да — адміністративно-територіальна одиниця та орган місцевого самоврядування в Теребовлянському районі Тернопільської області до вересня 2015 року. Адміністративний центр — село Маловоди.

## Загальні відомості
- Маловодівська сільська рада утворена в 1991 році.
- Територія ради: 0,913 км²
- Населення ради: 275 осіб (станом на 2001 рік)

## Населені пункти
Сільській раді підпорядковані населені пункти:
- с. Маловоди

## Склад ради
Рада складалася з 12 депутатів та голови.
- Голова ради: Лайпа Микола Петрович
- Секретар ради: Білас Галина Максимівна

### Керівний склад попередніх скликань
| Прізвище, ім'я, по батькові | Основні відомості                                                 | Дата обрання | Дата звільнення |
| --------------------------- | ----------------------------------------------------------------- | ------------ | --------------- |
| Мацнар Марія Іванівна       | Сільський голова, 1956 року народження, позапартійна              | 26.03.2006   | 31.10.2010      |
| Лайпа Микола Петрович       | Сільський голова, 1983 року народження, освіта вища, безпартійний | 31.10.2010   |                 |

Примітка: таблиця складена за даними сайту Верховної Ради України

### Депутати
За результатами місцевих виборів 2010 року депутатами ради стали:

#### За суб'єктами висування
| Суб'єкт висування | Кількість обраних депутатів | %   |
| ----------------- | --------------------------- | --- |
| Самовисування     | 12                          | 100 |

#### За округами
| № округу | Прізвище, ім'я, по батькові  | Дата визнання обраним | Освіта             | Партійна приналежність                | Відомості про обраного депутата                 |
| -------- | ---------------------------- | --------------------- | ------------------ | ------------------------------------- | ----------------------------------------------- |
| 1        | Максимів Андрій Васильович   | 02.11.2010            | середня спеціальна | позапартійний                         | тимчасово не працює                             |
| 2        | Пандрак Володимир Іванович   | 02.11.2010            | середня            | позапартійний                         | Маловодівська загальноосвітня школа, сторож     |
| 3        | Сирко Олег Євгенович         | 02.11.2010            | вища               | позапартійний                         | Маловодівська загальноосвітня школа, вчитель    |
| 4        | Маслій Іван Іванович         | 03.11.2010            | вища               | позапартійний                         | Маловодівська загальноосвітня школа, вчитель    |
| 5        | Білас Галина Максимівна      | 03.11.2010            | вища               | позапартійна                          | Маловодівська сільська рада, секретар           |
| 6        | Сирко Ігор Євгенович         | 03.11.2010            | середня спеціальна | позапартійний                         | Будинок культури с. Маловоди, художній керівник |
| 7        | Вацлавська Віра Євгенівна    | 03.11.2010            | середня            | позапартійна                          | тимчасово не працює                             |
| 8        | Мацнар Олександр Ярославович | 03.11.2010            | вища               | позапартійний                         | ТзОВ «Континент нафто трейд», оператор          |
| 9        | Зверуха Степан Михайлович    | 03.11.2010            | вища               | член Політичної партії «Наша Україна» | Маловодівська загальноосвітня школа, директор   |
| 10       | Білас Михайло Петрович       | 03.11.2010            | середня            | позапартійний                         | тимчасово не працює                             |
| 11       | Максимів Василь Миколайович  | 03.11.2010            | середня спеціальна | позапартійний                         | тимчасово не працює                             |
| 12       | Марківська Марія Ярославівна | 03.11.2010            | середня            | позапартійна                          | тимчасово не працює                             |